# Фундація Альфреда Слоуна
Фундація Альфреда Слоуна — американська філантропічна громадська організація, що була заснована в 1934 році Альфредом Слоуном, на той час президентом та виконавчим директором компанії General Motors.
Фундація Слоуна надає гранти на підтримку оригінальних досліджень та широкодоступної освіти, пов'язаними з наукою, технологіями, та економікою, що мають на меті покращення якості життя в Америці. Фундація є незалежною установою і не має формального стосунку до General Motors. В 2015 році загальна вартість активів фундації Слоуна складала $1,776 мільярда.

## Історія

### Президентство Слоуна (1934—1965)
Протягом перших років президентства Альфреда Слоуна фундація направляла свої ресурси майже винятково на освіту в області економіки та бізенсу. В цей час гранти видавалися на:
- створення матеріалів щоб покращити викладання економіки в вищій школі та коледжах;
- для виготовлення і поширення недорогих друкованих брошур з обговоренням економічних та соціальних проблем сьогодення;
- для щотижневої дискусії-круглого столу в радіоефірі на поточні важливі темі в економіці і суміжних областях;
- заснування інституту податкування в Вартонській школі університету Пенсильванії для інтерпретування нових податків та нових трендів в громадських фінансах для пересічних громадян.

## Підтримані проекти
Фундація Слоуна зробила найбільшу до цього часу пожертву в історії на користь Фонду Вікімедіа: $3 мільйони в липні 2011 року.

Найвідоміші наукові проекти, що були профінансовані фондом:
- Слоанівський цифровий огляд неба — масштабне дослідження зображень, спектрів та червоного зміщення галактик, за допомогою 2,5-метрового оптичного телескопу в обсерваторії Апач-Пойнт (Нью-Мексико, США);
- Енциклопедія життя — онлайн-енциклопедія, що містить інформацію про 1.9 млн біологічних видів, створювана спільно різними фахівцями;
- Перепис населення Океану — міжнародний біологічний, океанологічний, картографічний, екологічний проект з оцінки і пояснення різноманіття, розповсюдження і поширення життя в океанах.

### Стипендійна програма
Програма Alfred P. Sloan Research Fellowship була заснована А. Слоуном у 1955 році і є найстарішою програмою фонду та однією з найстаріших подібних у США. Станом на 2021 рік, 53 стипендіатів програми стали лауреатами Нобелівської премії в різних галузях, 17 отримали Медаль Філдса, одну з найвищих нагород в математиці.